# Movimento Wireless Aberto
O Movimento Wireless Aberto ou Movimento Rede sem fio Aberta do inglês Open Wireless Movement, defende que as redes sem fio devem ser abertas ou parcialmente abertas, suportado pela Electronic Frontier Foundation (EFF) dos Estados Unidos e outras instituições como a  Mozilla e o Internet Archive.
O Movimento Wireless Aberto idealiza um mundo em que em qualquer espaço urbanizado tem-se acesso automático e liberado a internet sem fio sem a necessidade do compartilhamento de senhas. Para o movimento essa atitude colabora para atingir a ubiquidade da computação termo cunhado por Mark Weiser no seu artigo The Computer for the 21st Century, sendo o meio pelo qual cada dispositivo computacional ao nosso redor permanece conectado em qualquer lugar que estejamos sem que precisemos ter isso em mente.

## Motivações para uma rede sem fio aberta
Segundo a Open Wireless Movement uma vez que o endereço IP não é mais um identificador de identidade ou acesso pois muitas técnicas atuais mudam o IP do usuário, dificultando assim o trabalho de monitoramento e espionagem do acesso a internet nada impediria o compartilhamento da conexão com a internet por questões de identidade.
Outros pontos levantandos são a inclusão digital, o melhor aproveitamento do espectro do sinal uma vez que as redes sem fio que obedecem ao protocolo 802.11 gerenciam melhor grandes quantidade de usuários, além de prestar ajuda a turistas e passantes do local que precisem de uma conexão a internet.

## O projeto Open Wireless Router[5]
É um projeto da Electronic Frontier Foundation como parte do Movimento Wireless Aberto, o Open Wireless Router ou Roteador Wireless Aberto é um firmware que permitirá, de uma forma simples, partilhar livremente parte da nossa Internet de casa com estranhos.A primeira versão desse firmware já está disponível desde 20 de Julho de 2014.
Serviços como o MEO ou NOS permitem ter a nossa rede privada e também uma rede genérica que oferece acesso o outros clientes do mesmo serviço.
No Brasil a empresa Oi tem o serviço Oi WiFi FON uma pareceria entre a operadora e a empresa FON